# Erinaceus concolor
Az Erinaceus concolor az emlősök (Mammalia) osztályának Eulipotyphla rendjébe, ezen belül a sünfélék (Erinaceidae) családjába és a tüskés sünök (Erinaceinae) alcsaládjába tartozó faj.

## Előfordulása
Ez a sün Azerbajdzsán, Grúzia, Irak, Irán, Izrael, Libanon, Oroszország, Örményország, Szíria, Törökország területén és a Görögországhoz tartozó Rodosz szigeten honos.

## Alfajai
- Erinaceus concolor concolor Martin, 1838
- Erinaceus concolor rhodius Festa, 1914
- Erinaceus concolor transcaucasicus Satunin, 1905

## Életmódja

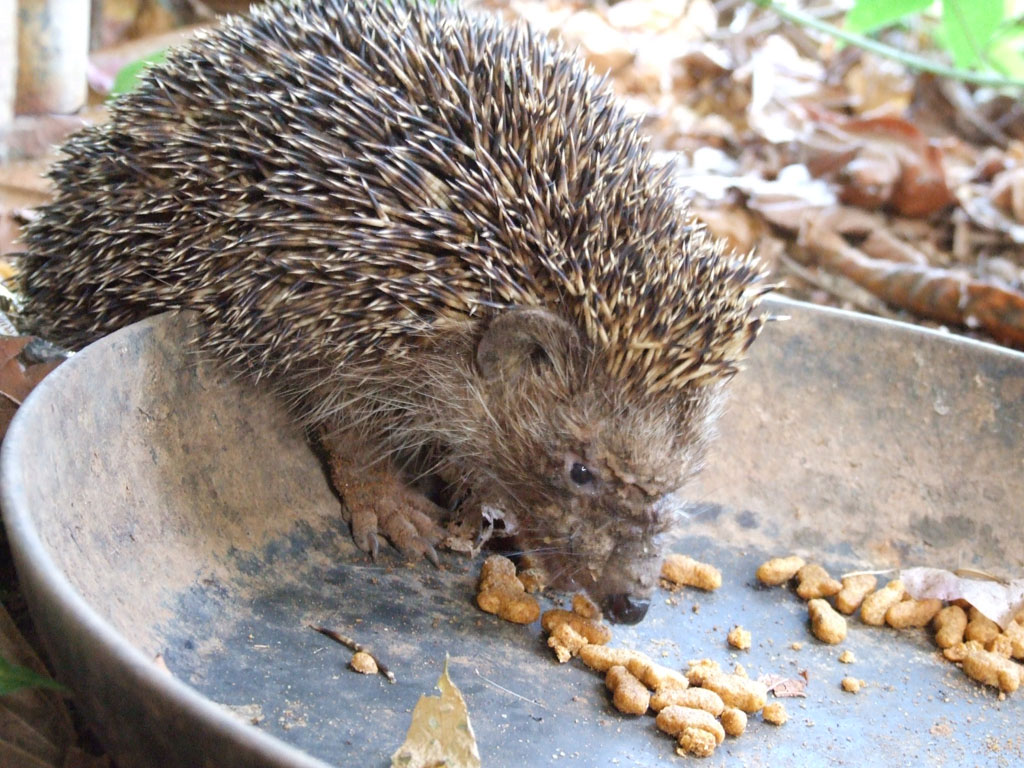
Egy Erinaceus concolor miközben az ember kínálta táplálékból fogyaszt

Ez a sünfaj elég gyakori a városi parkokban, kertekben és a mezőgazdasági területeken, ahol a növényzet még megtalálható a természetes állapotában. Az állat inkább éjjel tevékeny. Bogarakkal és földigilisztákkal táplálkozik, de az ember által kinált eledelt sem veti meg.

## Szaporodása
A fogságban tartott nőstények körülbelül 35-36 napi vemhesség után 3-7 kölyköt ellenek.

## Rendszertani besorolása
Az Erinaceus concolort és a keleti sünt (Erinaceus roumanicus), korábban egy fajnak tekintették. A 13/2001. (V. 9.) KöM rendelet rendelet is – egészen a 2015-ös módosításig – az E. concolort védte keleti sün néven.